# مال قشلاقي
مال قشلاقي (بالإنجليزية: Malqeshlaqi)‏ هي مستوطنة تقع في قسم انغوت الغربي الريفي في إيران. يقدر عدد سكانها بـ 28 نسمة .